# Nawaf Shukralla
Nawaf Abdullah Ghayyath Shukralla (Manama, Baréin, 13 de octubre de 1976) es un árbitro de fútbol de Baréin. Es árbitro internacional FIFA desde 2008.

## Trayectoria
En 2011, la FIFA lo llamó de árbitro oficial en la Copa Mundial de Fútbol Sub-17 de 2011.
También ha estado en otros torneos, incluyendo la AFC Champions League, la Copa Mundial de Clubes de 2012 y en la Clasificación para la Copa Mundial de Fútbol de 2014.
En marzo de 2013, la FIFA nombró Shukralla en su lista de 52 árbitros candidatos para la Copa Mundial de Fútbol de 2014 en Brasil.
En marzo de 2018, la FIFA designó a Nawaf como uno de los 36 árbitros de la Copa Mundial de Fútbol de 2018 en Rusia. Fue designado para arbitrar el encuentro entre Polonia y Senegal por el Grupo H. y el encuentro entre Panamá y Túnez por el Grupo G.

## Copa Mundial de la FIFA
| Copa Mundial de Fútbol de 2014 – Brasil | Copa Mundial de Fútbol de 2014 – Brasil | Copa Mundial de Fútbol de 2014 – Brasil | Copa Mundial de Fútbol de 2014 – Brasil | Copa Mundial de Fútbol de 2014 – Brasil | Copa Mundial de Fútbol de 2014 – Brasil  | Copa Mundial de Fútbol de 2014 – Brasil | Copa Mundial de Fútbol de 2014 – Brasil |
| Fecha                                   | Partido                                 | Sede                                    | Fase                                    | Amonestado                              | Otorgado · Otorgado otra vez · Expulsado | Expulsado                               | Anotado · Penal                         |
| --------------------------------------- | --------------------------------------- | --------------------------------------- | --------------------------------------- | --------------------------------------- | ---------------------------------------- | --------------------------------------- | --------------------------------------- |
| 23 de junio de 2014                     | Australia 0 – 3 España                  | Curitiba                                | Fase de grupos                          | 3                                       | 0                                        | 0                                       | 0                                       |
| 26 de junio de 2014                     | Portugal 2 – 1 Ghana                    | Brasília                                | Fase de grupos                          | 4                                       | 0                                        | 0                                       | 0                                       |
| Copa Mundial de Fútbol de 2018 – Rusia  |                                         |                                         |                                         |                                         |                                          |                                         |                                         |
| Fecha                                   | Partido                                 | Sede                                    | Fase                                    | Amonestado                              | Otorgado · Otorgado otra vez · Expulsado | Expulsado                               | Anotado · Penal                         |
| 19 de junio de 2018                     | Polonia 1 – 2 Senegal                   | Moscú                                   | Fase de grupos                          | 3                                       | 0                                        | 0                                       | 0                                       |
| 28 de junio de 2018                     | Panamá 1 – 2 Túnez                      | Saransk                                 | Fase de grupos                          | 6                                       | 0                                        | 0                                       | 0                                       |